# Andrei Jurjewitsch Sjusin
Andrei Jurjewitsch Sjusin (russisch Андрей Юрьевич Зюзин; * 21. Januar 1978 in Ufa, Russische SFSR) ist ein ehemaliger  russischer Eishockeyspieler, der seit Mai 2015 als Assistenztrainer bei Salawat Julajew Ufa beschäftigt ist. Zuvor war er über viele Jahre bei den San Jose Sharks, Tampa Bay Lightning, Minnesota Wild in der National Hockey League und für verschiedene russische Eishockeyklubs aktiv.

## Karriere
Sjusin spielte zunächst von 1994 bis 1997 in der russischen Superliga bei seinem Heimatklub Salawat Julajew Ufa. Der Russe galt zu dieser Zeit als einer besten jungen Spieler außerhalb Nordamerikas und so wählten ihn die San Jose Sharks im NHL Entry Draft 1996 in der ersten Runde an zweiter Position aus.

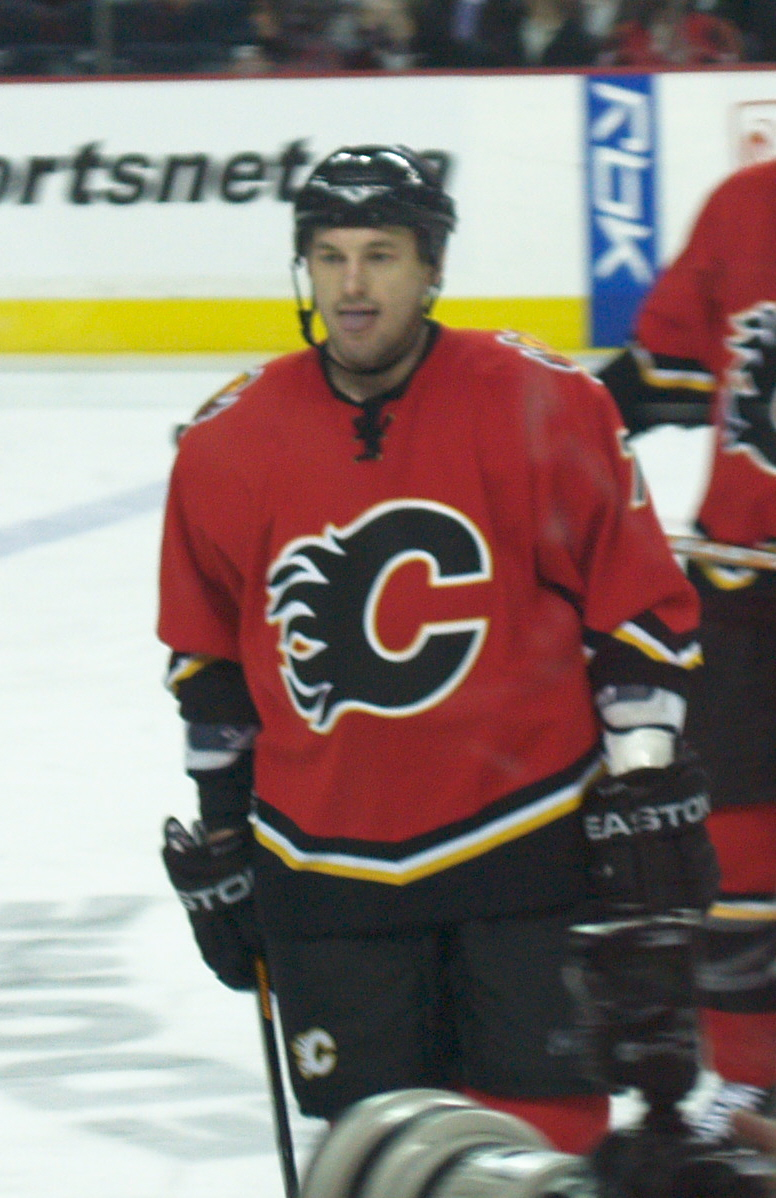
Andrei Sjusin im Trikot der Calgary Flames

Im Sommer 1997 unterzeichnete Sjusin seinen ersten Profivertrag in Nordamerika. Zunächst setzten ihn die Sharks bei ihrem AHL-Farmteam, den Kentucky Thoroughblades, ein. Während der Saison beriefen sie ihn aber in den NHL-Kader. Die Saison 1998/99 begann Sjusin zunächst auch in der NHL bei San Jose. Doch nachdem er das Team ohne Erlaubnis verließ, suspendierte ihn das Management und versetzte ihn zur Strafe zurück in die AHL. Im Sommer 1999 schickte man ihn, zusammen mit Bill Houlder, Steve Guolla und Shawn Burr, zu den Tampa Bay Lightning. Im Gegenzug wechselte Niklas Sundström und ein Drittrunden-Pick im NHL Entry Draft 2000 nach San Jose.
Die Saison 1999/00 begann solide für Sjusin, doch Mitte Januar 2000 verletzte er sich an der Schulter und fiel den Rest der Spielzeit aus. Zum Beginn der Saison 2001/02 transferierten ihn die Lightning zu den New Jersey Devils. Sascha Goc, Josef Boumedienne und Anton But kamen im Austausch nach Tampa.
Auch in New Jersey konnte sich der Russe nicht im Kader etablieren. Nach dem Transfer stand er nur bei 38 Saisonspielen auf dem Eis. Zu Beginn der Saison 2002/03 setzten die Devils den Russen auf die Waiver-Liste. Dort sicherten sich die Minnesota Wild seine Dienste und Sjusin erreichte mit dem Team das Western Conference-Finale. Nachdem er in der Saison 2003/04 ebenfalls in Minnesota gespielt hatte, ging er in der Lockout-Saison 2004/05 zurück nach Russland, wo er sowohl für seinen Ex-Klub in Ufa als auch für Sewerstal Tscherepowez Spiele bestritt.
In der Saison 2005/06 kehrte Sjusin zu den Wild zurück. Nach dem Auslauf seines Vertrages verzichtete er auf eine Verlängerung des selbigen und unterschrieb zur Saison 2006/07 bei den Calgary Flames, die ihn nach nur einer Saison in einem Transfergeschäft zu den Chicago Blackhawks abgaben. Da Sjusin dort auch nicht oft zum Einsatz kam, beendete er nach fast 500 NHL-Einsätzen sein Engagement in Nordamerika und kehrte nach Russland zum SKA Sankt Petersburg in die neu gegründete Kontinentale Hockey-Liga zurück.
Im November 2010 wurde er beim SKA entlassen und eine Woche später von Atlant Mytischtschi verpflichtet. Am Saisonende wurde dort sein Vertrag ebenfalls nicht verlängert. Anfang November 2011 erhielt er einen bis 23. Dezember 2011 befristeten Kontrakt beim EHC Biel aus der National League A. Im Januar 2012 verpflichtete ihn der österreichische Klub EC KAC aus der Erste Bank Eishockey Liga.

## Erfolge und Auszeichnungen
- 1999 AHL All-Star Classic

### International
| - 1996 Goldmedaille bei der U18-Junioren-Europameisterschaft - 1996 Bester Verteidiger der U18-Junioren-Europameisterschaft - 1996 Bester Torschütze der U18-Junioren-Europameisterschaft (gemeinsam mit fünf weiteren Spielern) | - 1996 All-Star-Team der Junioren-Europameisterschaft - 1996 Bronzemedaille bei der Junioren-Weltmeisterschaft - 1997 Bronzemedaille bei der Junioren-Weltmeisterschaft |

## Karrierestatistik
(Legende zur Spielerstatistik: Sp oder GP = absolvierte Spiele; T oder G = erzielte Tore; V oder A = erzielte Assists; Pkt oder Pts = erzielte Scorerpunkte; SM oder PIM = erhaltene Strafminuten; +/− = Plus/Minus-Bilanz; PP = erzielte Überzahltore; SH = erzielte Unterzahltore; GW = erzielte Siegtore; 1 Play-downs/Relegation; Kursiv: Statistik nicht vollständig)